# هجرت (فیلم)
هجرت (فیلم) فیلمی به کارگردانی و نویسندگی میلاد ساختهٔ سال ۱۳۵۷ است.

## خلاصه داستان
داوود (فرامرز قریبیان)، که کارش صیادی است، با برادر کوچکش محمد (ستار نعمتی) اختلاف دارد، و پس از به قتل رساندن او از ترس برادر بزرگترش موسی (حمید طاعتی) به شهر می‌گریزد و در مسافرخانهٔ اکبر آقا (جعفر والی) ساکن می‌شود...

## بازیگران
- فرامرز قریبیان
- بهمن مفید
- جعفر والی
- حمید طاعتی
- حسین کسبیان
- ستار نعمتی
- علی اکبر مهدوی فر
- اسفندیار ماوندادی
- کریم چهل و یک